# カミーノ古町
カミーノ古町（カミーノふるまち）は、かつて新潟県新潟市古町通7番町に所在した商業施設。
2001年（平成13年）1月に運営会社の経営破綻により閉鎖され、跡地にはNSGスクエアが建つ。

## 概要
1978年（昭和53年）4月29日に開業した地下1階・地上7階建てのファッションビルで、開業時には57店舗が出店していた。
最盛期には60近く、末期には30程度のテナントが入っていた。運営会社の大聖開発は1975年（昭和50年）に古町七番町の商店主11人が共同出資して設立したもの。
開業から3・4年後に3館で構成されるヘラルドコーポレーション系の映画館を7階に導入し、1990年代半ばには新潟県でトップクラスの集客力の映画館となっていた。
当初は百貨店より一ランク上のコンセプトとしていたが、その後入れ替わりが進み、1980年代には「新潟市中心部のヤング館」として若者向けの専門ビルのイメージを打ち出していた。1985年にまとめられた意識調査では「ギャル」の間からプラーカ新潟と並ぶ「ナウイ」の象徴とされていた。
1989年（平成元年）2月から5月に第1次リニューアル、同年8月から11月に第2次リニューアルを実施した。
この2階のリニューアルでターゲット層とした10代から20代が来店客の約75％を占める様になって客数が増え、売上も前年同期比で二桁の増加となった。
このリニューアル後の時点では7階の映画館3館を含めて55店舗が出店していた。
1996年（平成8年）9月27日のリニューアルオープンでは、音楽関係の若い来店客との相乗効果を見込んでアメリカ屋を出店させたほか、4階に中古CD店「キングコング」、5階にタワーレコードや島村楽器、6階にはロックを中心としたライブハウス「ジャンクボックスを入居させるなど上層階を音楽関連の集まるフロアとした。
このリニューアルオープン時には、3日間で約11万人の来店客を集め、改装後の売上は前年同期比で約170％と大きく伸びることになった。
しかし2001年（平成13年）1月、運営会社の大聖開発が自己破産、テナントも撤退となった。破綻後は周辺商店の相次ぐ閉店や地価急落など古町全体に影響が及んだ。

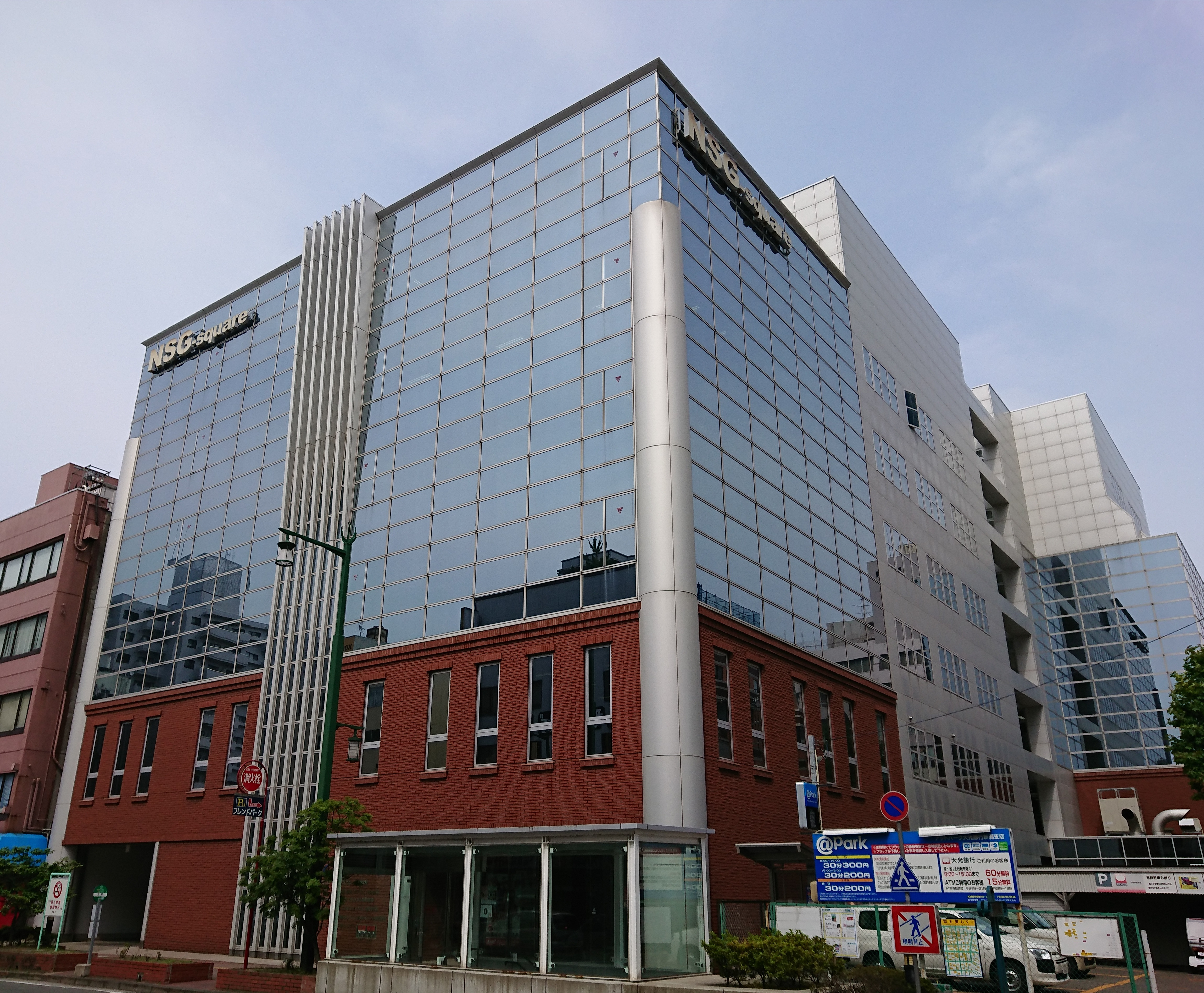
跡地に開業したNSGスクエア（2019年7月）

土地・建物は競売にかけられ、2002年（平成14年）秋、新潟総合学院グループが土地・建物を買収し、取り壊しのうえ新たなビルを建設することが決定した。2004年（平成16年）4月、国際エア・リゾート専門学校、国際音楽エンタテイメント専門学校、国際トータルファッション専門学校、国際福祉医療カレッジ、国際ホテル・ブライダル専門学校の5校、1,100人の学生が入る「NSGスクエア」がオープンした。